# إتش. إم. هوفر
إتش. إم. هوفر (بالإنجليزية: H. M. Hoover)‏ (5 أبريل 1935، مقاطعة ستارك في الولايات المتحدة - 22 أغسطس 2018 في الولايات المتحدة)؛ كاتِبة مُتخصِّصة في أدب الأطفال وروائية أمريكية.